# チャーリー・モルデカイ 華麗なる名画の秘密
『チャーリー・モルデカイ 華麗なる名画の秘密』（チャーリー・モルデカイ かれいなるめいがのひみつ、原題: Mortdecai）は、2015年にアメリカ合衆国で製作されたアクションコメディ映画。キリル・ボンフィリオリによる同名小説を原作としている。製作・主演をジョニー・デップ、監督はデヴィッド・コープが務めた。

## ストーリー
イギリスの貴族であるチャーリー･モルデカイは、裏社会でインチキ美術商を営んでいるが、実はイギリス政府に対し800万ポンドの借金を抱え破産寸前という危機的状況に瀕していた。彼の愛する妻ジョアンナと、モルデカイ家に仕える忠実な従者であるジョックは、邸宅の美術品を売るなどして何とか破産を免れようとするが、一方のチャーリーは家の状況には無関心で、最近生やし始めた口髭ばかりを気にしていた。
そんなある日、絵画修復士のブロンウェン・フェルワージーが何者かに殺害され、ゴヤの名画が盗まれるという事件が発生する。絵画を盗んだ男が国際テロリストのエミル・ストラーゴだと判明したため、MI5のアラステア・マートランド警部補は美術品の知識があり裏社会にも顔が利くチャーリーに絵画の捜索を依頼する。一方、マートランドから絵画の話を聞き出したジョアンナは、借金を返済するため独自に絵画の捜索を始める。
チャーリーはゴヤ専門の美術商グレアムから情報を聞き出し、自動車修復士のスピノザのところに向かうが、エミルに命を狙われて襲われ、ジョックやマートランドに助けられる。ブロンウェンの家に向かったチャーリーは、彼女が撮影した写真に写っていた絵画を見て、ゴヤの幻の名画『ウェリントン公爵夫人』だと判断した。『ウェリントン公爵夫人』は第二次世界大戦中にゲーリングの手に渡った後、彼の莫大な財産と共に姿を消しており、絵画の裏地にはスイス銀行の秘密口座の番号が書かれていた。だが絵画の正体に気付いた直後、チャーリーはロシアン・マフィアに拉致されてしまう。同じ頃、ジョアンナはブロンウェンと恋仲だったアッシャーボロードン公爵と面会し、「バーニー」という人物が『ウェリントン公爵夫人』を所持していることを突き止める。
モスクワに連れ去られたチャーリーは、絵画を狙うロマノフに拷問されそうになるが、危ういところをジョックに救われ、そのままイギリス大使館に逃げ込んだ。無事にイギリスに戻ったチャーリーだったが、待っていたマートランドからロサンゼルス行きのチケットを渡され、絵画を手に入れたクランプのもとに向かうように指示される。チャーリーはクランプに譲る予定だったロールス・ロイスとともに彼の豪邸を訪れた。クランプはロールス・ロイスの車体から絵画を取り出し、美術コレクターを集めてパーティーを開くと言い出す。チャーリーはパーティーの間に絵画を盗み出そうと考える。
パーティーに参加したチャーリーは、そこでクランプの娘ジョージナに言い寄られ、そこに自分の浮気を警戒して追って来たジョアンナと出くわして逃げ出してしまう。何とかクランプの部屋に侵入したチャーリーだったが、既に絵画はエミルに盗まれ、クランプも殺されていた。エミルは相棒のジョージナと共に逃走し、チャーリーはジョアンナや彼女を追って来たマートランドと共に追跡する。エミルとジョージナは、アジトで秘密口座の番号を確認しようとするが、追って来たチャーリーたちと揉み合いになった際にガスバーナーが酒瓶に引火して爆発してしまい、絵画は燃えてしまう。
依頼に失敗したチャーリーは借金返済のために屋敷を手放そうとするが、絵画の所有者「バーニー」の正体が公爵自身だと知り、ジョアンナと共に公爵の屋敷に向かい絵画を手に入れる。2人は金を手に入れるため、元々オークションに出品していた絵画と『ウェリントン公爵夫人』を摩り替え、ロマノフに競り落とさせようとするが、それを聞きつけたエミルやマートランドがオークション会場に現れる。エミルたちとの格闘の末、絵画は無事にロマノフが競り落とし、エミルはマートランドに逮捕された。チャーリーとジョアンナは3,000万ポンドを手に入れるが、その金は手数料や借金返済に取り上げられてしまい、手元には2,642ポンドしか残らなかった。しかし、ロマノフに渡した絵画は偽物だったため、チャーリーとジョアンナは『ウェリントン公爵夫人』を手に屋敷に帰った。

## 登場人物
チャーリー・モルデカイ
演 - ジョニー・デップ、日本語吹替 - 平田広明
本作の主人公のインチキ美術商。イギリスでは名の知れた貴族だが、実は借金まみれで破産寸前。数々の詐欺行為を働き警察に目を付けられているが、マートランドの捜査に協力する見返りに立件を見逃してもらっている。
ジョアンナ・モルデカイ
演 - グウィネス・パルトロー、日本語吹替 - 岡寛恵
チャーリーの妻。美人で知性ある女性。重度の口髭嫌いで、口髭を生やし始めたチャーリーと険悪な状態になっている。
アラステア・マートランド警部補
演 - ユアン・マクレガー、日本語吹替 - 森川智之
MI5の警部補。モルデカイ夫妻の大学時代の同窓生。ジョアンナに気がある。
ジョック・ストラップ
演 - ポール・ベタニー、日本語吹替 - 西凜太朗
モルデカイ家の忠実な従者。どんな仕事もこなす屈強な肉体の持ち主で、その腕っぷしで危機に瀕したチャーリーを何度も救っているが、自分自身は間の抜けたチャーリーに振り回され負傷することが多いなど報われていない。絶倫で、どこでも女性と関係を持つため、それが原因でトラブルに巻き込まれることが多い。
ジョージナ・クランプ
演 - オリヴィア・マン、日本語吹替 - 大久保佳代子
クランプの娘。淫乱な女性で、屋敷の使用人の半数と関係を持っている。エミルの相棒で、絵画を狙っている。
エミル・ストラーゴ
演 - ジョニー・パスボルスキー、日本語吹替 - 志村知幸
国際テロリスト。ゲーリングの財産を手に入れ活動資金にするため、絵画を狙っている。
グレアム・アーチャー卿
演 - マイケル・カルキン、日本語吹替 - 村松康雄
ゴヤ専門の美術商。「イギリス一下品で口が悪い」として有名な男。
ロマン・ロマノフ
演 - ウルリク・トムセン、日本語吹替 - 金尾哲夫
ロシアン・マフィアのボス。アーチャー卿の顧客で、絵画を手に入れるためチャーリーを狙っている。
モーリス
演 - ガイ・バーネット、日本語吹替 - KENN
マートランドの部下。
ミルトン・クランプ
演 - ジェフ・ゴールドブラム、日本語吹替 - 大塚芳忠
アメリカの大富豪で、ジョージナの父親。モルデカイの顧客。
スピノザ
演 - ポール・ホワイトハウス、日本語吹替 - 牛山茂
修復士。モルデカイとは古い付き合い。クランプの依頼を受け絵画をロールスロイスに隠すが、エミルに射殺される。
アッシャーボロードン公爵
演 - マイケル・バーン、日本語吹替 - 大木民夫
高齢の貴族。第二次世界大戦中はイギリス陸軍に所属し、ゲーリング逮捕の現場に居合わせる。

## 評価
本作は批評家から酷評されている。映画批評集積サイトのRotten Tomatoesには89件のレビューがあり、批評家支持率は12%、平均点は10点満点で3.4点となっている。サイト側による批評家の意見の要約は「非常に奇妙で、意図的につまらない作品にしているかのようだ。誤った演出がなされた『チャーリー・モルデカイ 華麗なる名画の秘密』は『パイレーツ・オブ・カリビアン』シリーズ以降のジョニー・デップ出演作の中でも屈指の駄作であろう」となっている。